# Nicolas Aissat
Nicolas Aissat, né le 24 juillet 1980 à Toulouse, est un athlète français spécialisé dans le 800 mètres. Licencié à l'ECLA Albi depuis 1993, il fait toute sa carrière dans le sud ouest.

## Biographie
- 2001, après une médaille de bronze aux championnats d'Europe espoirs, il établit sa meilleure marque sur le double tour de piste en 1 min 44 s 98 à Rovereto en Italie.
- 2002, il atteint la finale des Championnats d'Europe à Munich. Dans une course très tactique, il perd toutes chances de podium dans les derniers mètres.
- 2003, championnat du monde à Paris, il chute au bout de trois cents mètres lors des séries...abandon.
- 2004, 1/2 finaliste des Jeux olympiques d'Athènes
- 2005, dernière année au haut niveau
- 2016, podium sur le trail de Rodelle (12)

### Palmarès
| Date | Compétition                   | Lieu      | Résultat | Performance   |
| ---- | ----------------------------- | --------- | -------- | ------------- |
| 2001 | Championnats d'Europe espoirs | Amsterdam | 3e       | 1 min 47 s 81 |
| 2002 | Championnats d'Europe         | Munich    | 8e       | 1 min 49 s 16 |

### Records
| Épreuve    | Épreuve      | Performance   | Lieu      | Date           |
| ---------- | ------------ | ------------- | --------- | -------------- |
| 800 mètres | En plein air | 1 min 44 s 98 | Rovereto  | 29 août 2001   |
| 800 mètres | En salle     | 1 min 47 s 06 | Stuttgart | 3 février 2002 |